# Josef Kalfus
Josef Kalfus (25. června 1880 Železný Brod – 12. června 1955 Liberec) byl národohospodář, politik, ministr, účastník protinacistického odboje.

## Životopis
Vyrůstal společně se svými sedmi sourozenci (2 bratři a 5 sester) v Železném Brodě. Jeho manželkou se stala Anna Nováková a jejich manželství zůstalo bezdětné. On sám patřil k finančním odborníkům a od roku 1920 působil JUDr. Josef Kalfus jako úředník na ministerstvu financí. Od 28. března 1936 byl jmenován ministrem financí ČSR a tuto funkci zastával v řadě vlád i v období Protektorátu až do 5. května 1945. Obdržel i protektorátní vyznamenání – Svatováclavskou orlici I. stupně se zlatým věncem.
Po podepsání Mnichovské dohody se v letech 1938 až 1939 dr. Josef Kalfus účastnil pomoci Čechům, kteří museli opustit Sudety, Slovensko a Zakarpatskou Ukrajinu. Rodině sokolského funkcionáře Jana Zelenky-Hajského pomohl při jejich stěhování ze Sudet do Prahy. Stěhování jeho manželky Františky Zelenková a jejího syna Jana Milíče Zelenky muselo být provedeno z důvodů bezpečnosti tak, že dotyční se ukryli ve stěhovacím voze. Vůz poskytl i s řidičem JUDr. Josef Kalfus. Když rodina Zelenkových neměla kde v Praze v prvních dnech bydlet, nechal je Kalfus bydlet týden ve svém domě a po čase se mu pro Zelenkovi podařilo opatřit byt v tehdejší Praze XI, Biskupcova čp. 1837/4, poblíž dnešní žižkovské Ohrady.
Pro potřeby financování československého zahraničního odboje se Josefu Kalfusovi podařilo (na pokyn prezidenta dr. Edvarda Beneše) zařídit přesun finančních zdrojů do neutrálních zemí. A byl to Josef Kalfus, kdo v březnu 1939 zajistil zničení důležitých spisů a také umožnil v červnu 1939 generálnímu řediteli Československé zbrojovky Eduardu Outratovi odchod do exilu za hranice okupovaného protektorátu. Když gestapo pozatýkalo v únoru 1940 několik stovek sokolských funkcionářů (s cílem postupně rozvrátit sokolskou organizaci v Protektorátu Čechy a Morava) podařilo se Janu Zelenkovi-Hajskému a Jaroslavu Pechmanovi zachránit část sokolských financí. Tato akce ale byla možná jen díky včasnému upozornění ministra Richarda Bienerta a za přísně utajené pomoci ministra Josefa Kalfuse. JUDr. Josef Kalfus patřil k důležitým spolupracovníkům ilegální organizace Politické ústředí (PÚ) a to až do 21. října 1941, kdy byl gestapem zatčen Zdeněk Bořek Dohalský – spojka mezi domácí protektorátní vládou a exilovou vládou v Londýně. Spojení s odbojem se JUDr. Josefu Kalfusovi dařilo před Němci obratně kamuflovat.
V roce 1946 byl postaven jako člen protektorátní vlády před Národní soud. Prokurátor František Tržický pro něj požadoval 20 let či doživotí. Nicméně soud jej, poté co prokázal styky s domácím i zahraničním protifašistickým odbojem, sice dne 31. července 1946 uznal vinným, ale propustil jej bez potrestání. Poté se zcela stáhl do ústraní.
Po Únoru 1948 byl pro komunisty politicky nevhodný a byl mu zabaven majetek. Trpěla tím i jeho rodina – nežádoucí politická angažovanost zabraňovala možnosti studia jeho příbuzných na politicky zaměřených školách (právnické fakulty).